# Arte occidentale

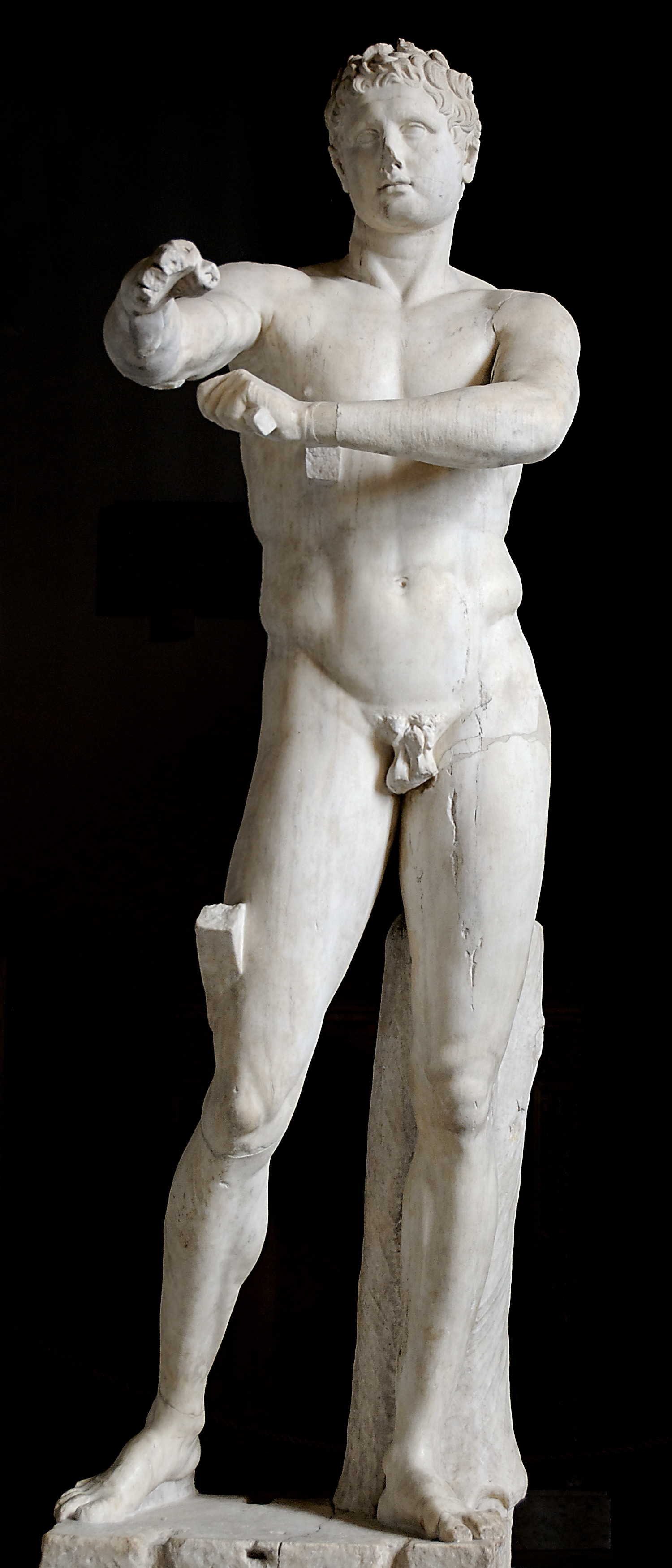
Lisippo, Apoxyómenos

L'arte occidentale è tutta la produzione artistica che riguarda l'Europa e le altre aree che hanno adottato forme da essa derivate (bacino del Mediterraneo, America, Australia, ecc.). La definizione di "occidentale" si contrappone a quella di "orientale", comprendente le grandi scuole dell'Asia: arte cinese, indiana e islamica, solo per citare le maggiori.

## Evoluzione storica
La storia dell'arte occidentale viene di solito fatta iniziare, dopo le esperienze preistoriche, con l'arte minoica e micenea, anche se secondo alcuni filoni storiografici essa deve comprendere anche l'arte egizia e l'arte mesopotamica, a partire quindi dal terzo millennio a.C.
Un primo fondamentale impulso allo stile "occidentale" venne dall'arte greca, che creò quell'ideale estetico di naturalismo e ricerca di perfezione armonica che va sotto il nome di classicità. Un primo momento di "koinè", cioè di ampia diffusione culturale, si ebbe con l'arte ellenistica, che grazie all'Impero di Alessandro Magno riguardò ampie zone dell'Asia e dell'Africa, oltre alla Grecia stessa.
Le forme greche influenzarono l'arte italica e furono riprese con continuità e sviluppate nell'arte romana: grazie all'ampiezza del dominio dell'Impero romano si ebbe un nuovo momento di irradiazione culturale, dalla Britannia al Nord Africa, dalla Spagna all'Asia Minore.
Il medioevo vide la nascita di nuove sintesi artistiche, più essenziali e stilizzate, quale naturale evoluzione di un ellenismo ormai sempre più stanco. La metà orientale dell'impero rimase salda, legata all'arte bizantina, mentre quella occidentale venne influenzata dall'arte barbarica, portando nuovi influssi culturali. Il Cristianesimo fu il principale motore delle commissioni artistiche fino almeno al XVII-XVIII secolo. Uno stile decisamente anticlassico fu il gotico (dal XII secolo), mentre col Rinascimento (Quattro e Cinquecento) si recuperò il legame con l'arte greco-romana, proponendosi di continuarlo sanando la "frattura" medievale, e creando un nuovo classicismo.
Gradualmente gli artisti, soprattutto in Italia, si convinsero di aver superato il mitico modello romano, dedicandosi in seguito a forme innovative e sempre più complesse, che sfociarono prima nel manierismo e poi nel barocco (Seicento). Il Settecento vide un ridimensionamento delle frivolezze barocche, prima col Rococò e poi, soprattutto, col Neoclassicismo, in cui si ritornò nuovamente a esplorare l'estetica classica, questa volta, grazie al contributo dell'archeologia, più filologicamente "greca".
L'Ottocento vide un ampliarsi delle possibilità dell'espressione artistica, sia in termini geografici (ormai il colonialismo aveva portato i modi occidentali anche in aree lontane) che formali (nuovi stili). Con l'impressionismo si andò maturando una frattura con l'arte precedente che attraverso gli stili successivi, sempre meno "accademici" (le Accademie erano viste come i templi della tradizione classicista), portarono alle rivoluzioni dell'arte astratta e delle avanguardie: l'arte novecentesca, la più lontana dai canoni classici, è affine piuttosto alla spontaneità dell'arte primordiale.